# Iona (namn)
Iona är ett namn som härstammar från ön Iona i Skottland. De är ett populärt förnamn för kvinnor i Skottland. Iona är även en rysk form av namnet Jonah. 

## Personer med namnet
- Iona Brown, violinist
- Iona Campagnolo, kanadensisk politiker
- Iona Maclean, en rollfigur i TV-serien Monarch of the Glen
- Iona Opie (1923–2017),[1] barnkunskapsforskare
- Iona Wynter, jamaicansk idrottare
- Ione Skye (1970–), en brittisk-amerikansk skådespelare
- Iona Yakir
- Iona Nikitjenko (1995–1967), sovjetisk huvuddomare i Nürnbergprocessen